# Odocoileus cariacou cariacou
Odocoileus cariacou cariacou es un cérvido que habita en el norte de Sudamérica. 

## Distribución
Odocoileus cariacou cariacou se distribuye en tierras bajas del norte de América del Sur, en el norte de Brasil y la Guayana Francesa, y tal vez también en las otras integrantes de las Guayanas.

## Taxonomía
Este taxón fue descrito originalmente en el año 1784 por el médico y naturalista francés Pieter Boddaert.
Durante décadas fue considerado sólo una subespecie del venado de cola blanca común (Odocoileus virginianus), es decir: Odocoileus virginianus cariacou, pero estudios publicados en el año 1999 permitieron elevarlo a la categoría de especie plena, asignándole numerosas subespecies, siendo esta la forma típica.
Localidad tipo
La localidad tipo indicada era: “Gujania, Brasilia”, la que en el año 1984 fue restringida  por Hershkovitz a: “Guyana, costa de la Guayana Francesa”.

## Características y costumbres
O. cariacou cariacou posee el pelaje con una coloración general de tonalidad amarillenta a rojiza.
Es un animal de hábitos huidizos, terrestres y crepusculares. Recorre, solo en pareja o pequeños grupos, en búsqueda de vegetación tierna, intentando pasar desapercibido de sus predadores. Es un rumiante con una dieta herbívora y frugívora; consume brotes, hojas, frutos y semillas. 
Frente a una amenaza, emprende la huida; en la carrera mantiene la cola levantada (la cual es blanca por debajo) para que el destello blanco actúe como una señal visual de peligro para otros miembros de su grupo, si bien en este taxón es más corta, y elevada expone menos blanco, comparándola con la de los venados de cola blanca norteamericanos.
Se comunica sexualmente y marca su territorio mediante la orina y con el frotado de objetos con alguna de sus varias glándulas odoríferas: preorbitales (junto a sus ojos), tarsales e interdigitales (en sus patas) y las situadas en las bases de su cornamenta. La glándula metatarsal —presente en los venados de cola blanca norteamericanos— en este taxón posee un escaso o nulo desarrollo. 
Ambos sexos poseen el mismo pelaje todo el año, es decir, no presentan cambio estacional. El macho es el único que presenta cornamenta, la cual es ramificada, siendo renovada todos los años. Al entrar las hembras al estro, los machos se enfrentan en combates entre sí para tener el derecho a montarlas. El ganador podrá copular con cuantas hembras le sea posible. Luego de una gestación que dura unos 7 meses, la hembra pare una sola cría, la que muestra una librea compuesta por un salpicado blanco en el pelaje dorsal, el que va desapareciendo con el correr de los meses.